# Niviventer lepturus
Niviventer lepturus — вид пацюків (Rattini), ендемік Індонезії.

## Морфологічна характеристика
Довжина голови й тулуба від 110 до 160 мм, довжина хвоста від 112 до 236 мм, довжина лапи від 25 до 34 мм, довжина вуха від 21 до 26 мм, вага до 96 грамів. Волосяний покрив довгий і колючий. Колір спинних частин блакитнувато-сірого кольору, кінчики окремих волосків коричневі. Колючі волоски чорнуваті. Черевні частини білі. Лінія поділу вздовж боків чітка. Вуха дуже видовжені, вуса темно-коричневі з більш світлим кінчиком. Хвіст значно довший за голову і тулуб, темно-коричневий, а знизу і на останній третині — білий. Лапи довгі й тонкі. Число хромосом 2n = 46, FN = 52.

## Середовище проживання
Цей вид є ендеміком західної та центральної частини острова Ява. Мешкає в гірських лісах вище 1000 метрів над рівнем моря.

## Спосіб життя
Це наземний вид.